# Deltawet (1958)
De eerste Deltawet, officieel genaamd: de Wet van 8 mei 1958, houdende de afsluiting van de zeearmen tussen de Westerschelde en de Rotterdamsche Waterweg en de versterking van de hoogwaterkering ter beveiliging van het land tegen stormvloeden, werd op 5 november 1957 aanvaard door de Tweede Kamer en op 7 mei 1958 door de Eerste Kamer, waarna koningin Juliana de wet op 8 mei ondertekende. Het doel van deze wet was om het Deltaplan formeel vast te leggen, zodat begonnen kon worden aan de Deltawerken, het grootste verdedigingssysteem tegen hoogwater vanuit de Noordzee.
De wet zelf beschrijft haar doel als het laten uitvoeren van werken die het land beschermen tegen stormvloed en geeft aan welke locaties in Zeeland, Noord-Brabant en Zuid-Holland verbeterd of versterkt moeten worden. Er wordt verder aangegeven dat het project door de Nederlandse Rijksoverheid uitgevoerd zal worden en dat er beheerders aangesteld zullen worden, dit is de Deltadienst die al eerder in leven was geroepen. Er werden strengere veiligheidsnormen gemaakt voor primaire waterkeringen. Deze werden op de minimaal vereiste hoogte gebracht, dit wordt de Deltahoogte genoemd.
De Deltawet verviel op 28 september 2005 en ging op in de Wet op de waterkering van 21 december 1995.
In verband met nieuwe ontwikkelingen, waaronder de verhoogde dreiging van overstromingen en verzilting door de zeespiegelstijging die met klimaatverandering gepaard gaat, werd in 2010/'11 daarnaast de Deltawet 2011 aangenomen.